# PfSense
pfSense — це спеціалізований дистрибутив операційної системи FreeBSD з відкритим кодом, призначений виконувати функції мережевого екрана й мережевого маршрутизатора.
Дистрибутив pfSense встановлюють на комп'ютер або віртуальну машину, аби створити виділений мережевий екран/маршрутизатор для комп'ютерної мережі. Він дозволяє здійснювати налаштування й оновлення за допомогою вебінтерфейсу без знання операційної системи FreeBSD, на котрій базується.

## Історія
Створення pfSense розпочали у 2004 році Кріс Буклер (Chris Buechler) і Скот Ульрік (Scott Ullrich) як відгалуження проекту M0n0wall, перший реліз було випущено у 2006 році. Назва pfSense походить від назви програмного інструменту Packet Filter (скорочено PF), що його використовує дистрибутив для фільтрації мережевих пакетів.